# Agostinho José da Mota

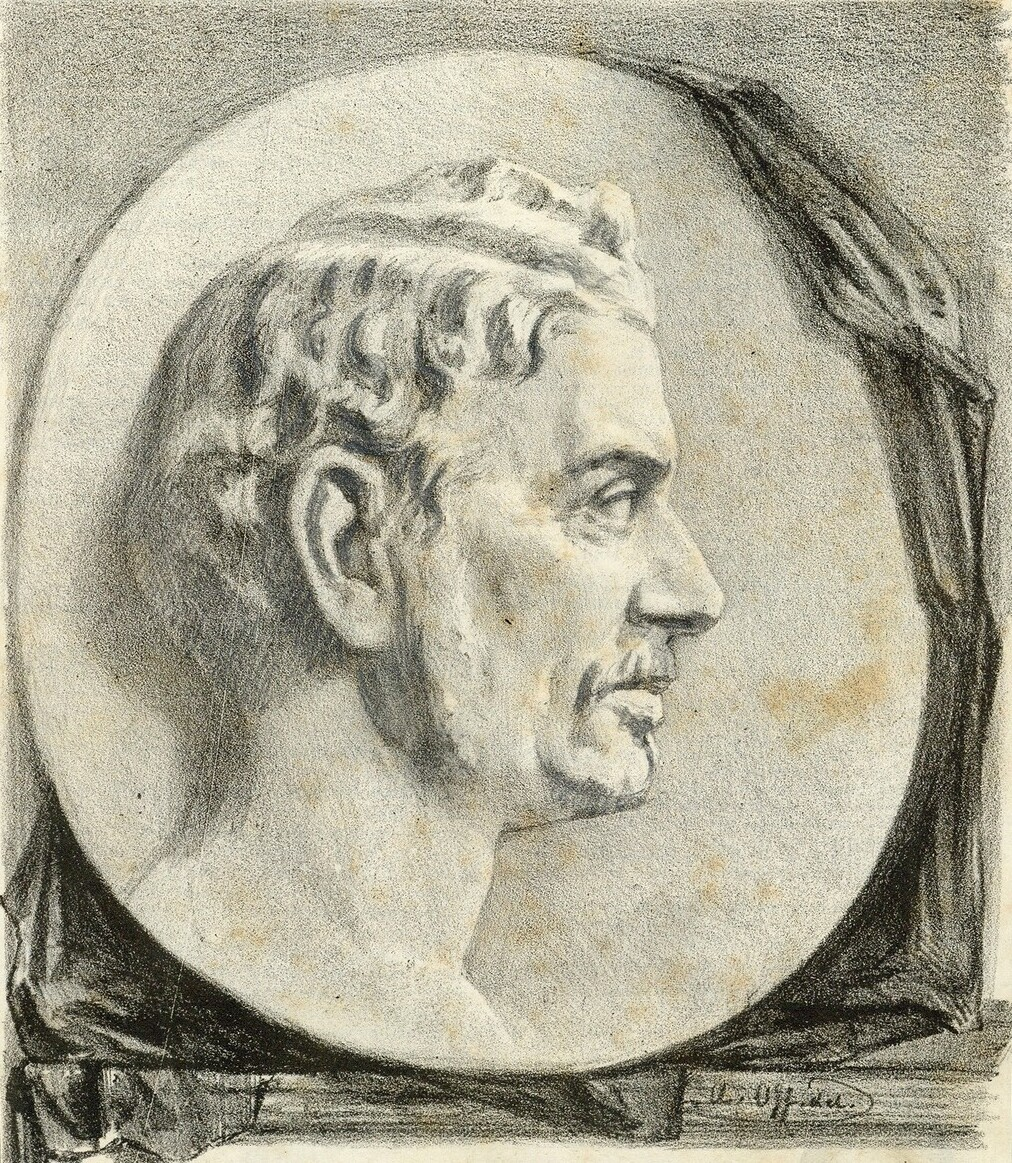

Agostinho José da Mota, zeitgenössische Schreibung Motta, (* 18. Juni 1824 in Rio de Janeiro; † 21. August 1878 ebenda) war ein brasilianischer Maler und Kunsthochschullehrer, der insbesondere durch Landschaftsmalerei und Blumen- und Früchtestillleben bekannt wurde.

## Leben
Agostinho da Motta schrieb sich 1837 zum Mal- und Zeichenstudium bei der Academia Imperial de Belas Artes (AIBA), heute die Escola Nacional de Belas Artes, in Rio de Janeiro ein. Im Jahre 1850 konnte er sich erstmals bei den jährlichen Ausstellungen der Akademie, portugiesisch: Salão Gerais de Belas Artes, beteiligen und gewann 1859 eine Goldmedaille. Ebenso erhielt er durch den Salon 1850 einen Prêmio de Viagem, das begehrte mehrjährige Auslandsreisestipendium für Europa in die damaligen Kunstzentren Paris oder Rom. Im Folgejahr gelangte er nach Rom, wo er sich von 1851 bis 1855 aufhielt. Dort wurde er von dem französischen Maler Jean-Achille Benouville (1815–1891) in Landschaftsmalerei unterrichtet, der wiederum von Jean-Baptiste Camille Corot (1796–1875), einem Hauptvertreter der Schule von Barbizon, beeinflusst war. Nach 1850 hatte sich die Pleinairmalerei mit gedämpfter Farbigkeit und freier Komposition zu einer reinen Stimmungsmalerei weiterentwickelt und die realistische Naturdarstellung der klassisch-idealistischen Landschaftskomposition, wie sie in der Akademischen Kunst der Kaiserlichen Akademie noch vorherrschte, entgegengesetzt. Diese Einflüsse brachte Motta zurück nach Brasilien. Kunstkritiker wie Gonzaga Duque würdigen ihn als eigentlichen frühen Vertreter der Freiluftmalerei in Brasilien, rund 30 Jahre bevor diese durch Georg Grimm und die Grupo Grimm in Brasilien bekannt gemacht wurde.
Im Jahr 1856 war er einer der Mitgründer der unter Betreibung und Leitung des Architekturprofessors Francisco Joaquim Béthencourt da Silva (1831–1911) errichteten, sich von der Akademie bewusst abhebenden privaten Sociedade Propagadora das Belas Artes (SPBA), der Gesellschaft „Verbreiterin der Schönen Künste“ mit dem Liceu de Artes e Ofícios do Rio de Janeiro, dem Lyzeum für Kunst und Handwerk (Kunstgewerbeschule). Motta unterrichtete am Lyzeum ab 1857 und von 1859 bis 1878 Zeichnen und Landschaftsmalerei an der Kaiserlichen Akademie. Gesellschaft und Lyzeum waren Vorbilder für ähnliche Gründungen in den Provinzen des Kaiserreichs und schufen auch den Rückhalt für die von Ruy Barbosa später initiierten Reformen der Ausbildung in Kunst, Design und Kunsthandwerk.
1858 schuf er zwei Ganzfigurbilder des Kaiserpaares Dom Pedro II. und Dona Teresa Cristina. Der Kaiser zeichnete ihn später als Offizier des Rosenordens aus. Insbesondere schätzte die Kaiserin Teresa Cristina seine Blumenstücke, von denen sie mehrere in Auftrag gab.
Schüler waren u. a. Modesto Brocos, Henrique Bernardelli, Pedro Peres und José Maria de Medeiros.
In den letzten Jahren seines Lebens verschlechterte sich seine Lebenssituation, so dass er sich mit dem Malen von Werbetafeln über Wasser halten musste, ironischerweise zeichnete er auch die Gebrauchsmalerei als „Akademieprofessor“.

## Ausstellungen
Gruppenausstellungen im Salão Nacional de Belas Artes der Academia Imperial de Belas Artes
- 1859: 13. Exposição Geral de Belas Artes, Rio de Janeiro. Goldmedaille[1]
- 1860: 14. Exposição Geral de Belas Artes, Rio de Janeiro.[2]
- 1862: 15. Exposição Geral de Belas Artes, Rio de Janeiro.[3]
- 1865: 17. Exposição Geral de Belas Artes, Rio de Janeiro.[4]
- 1868: 20. Exposição Geral de Belas Artes, Rio de Janeiro.[5]
- 1870: 21. Exposição Geral de Belas Artes, Rio de Janeiro.[6]

Postume Ausstellungen
- 2010: 6. sp-arte, São Paulo, SP (Gruppenausstellung)

## Auszeichnungen
Ausgezeichnet wurde er mit Goldmedaille des Salão 1859, dem Orden der Rose 1868 und dem Christusorden 1871.

## Galerie
Landschaften

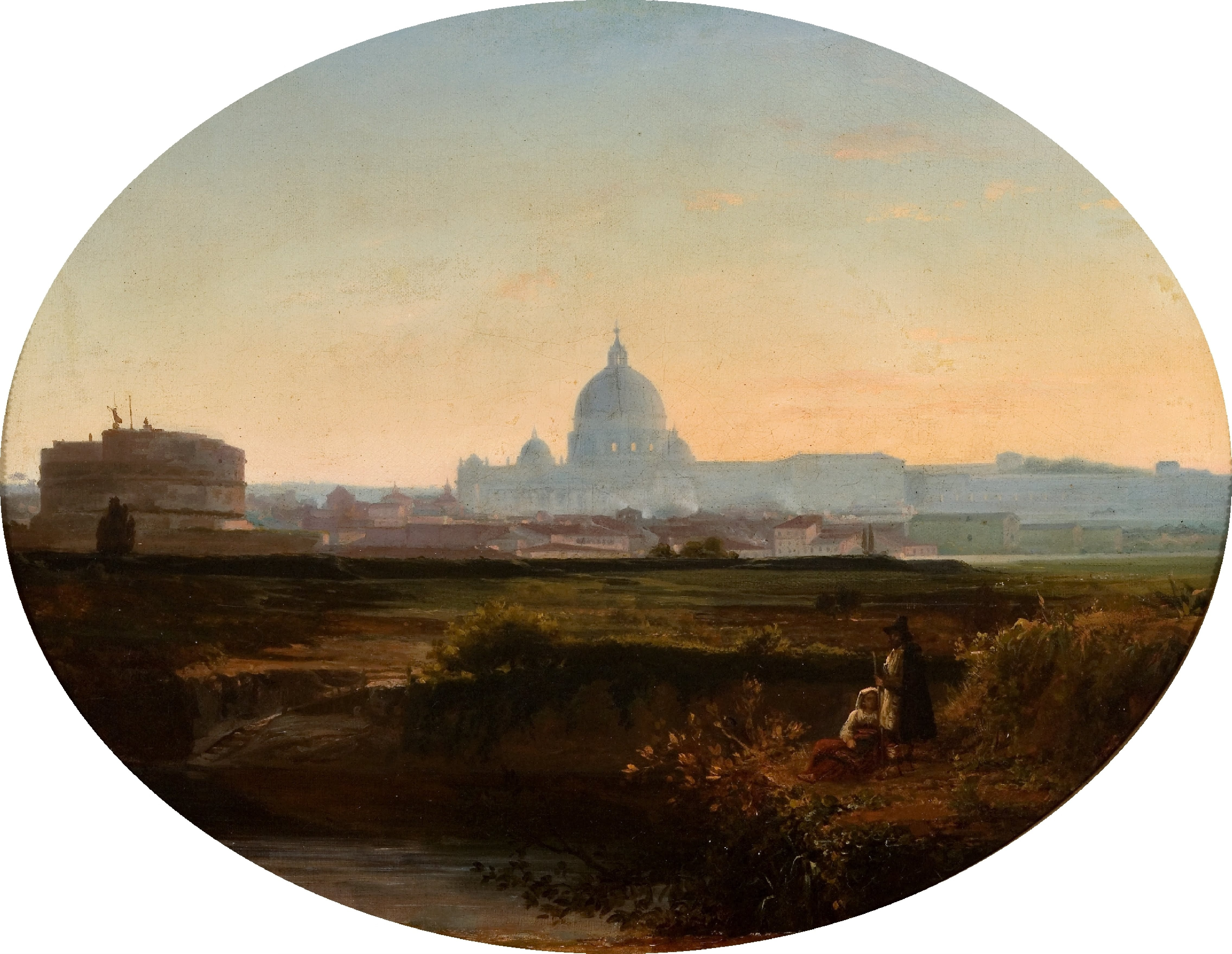
Vista de Roma (Blick auf Rom), etwa 1851, 58,2 × 72,6 cm, Öl auf Leinwand, Museu Nacional de Belas Artes
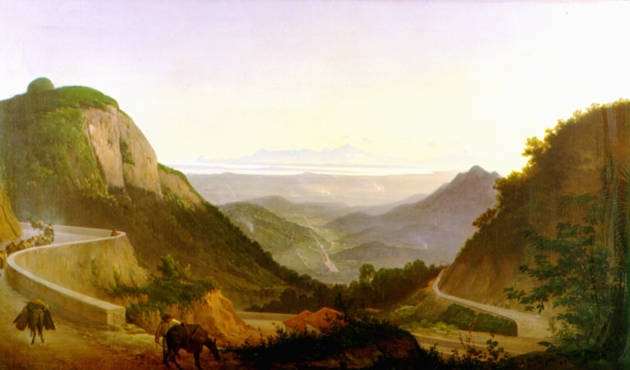
Paisagem do Rio de Janeiro (Landschaft bei Rio de Janeiro), 78,5 × 130 cm, Öl auf Leinwand
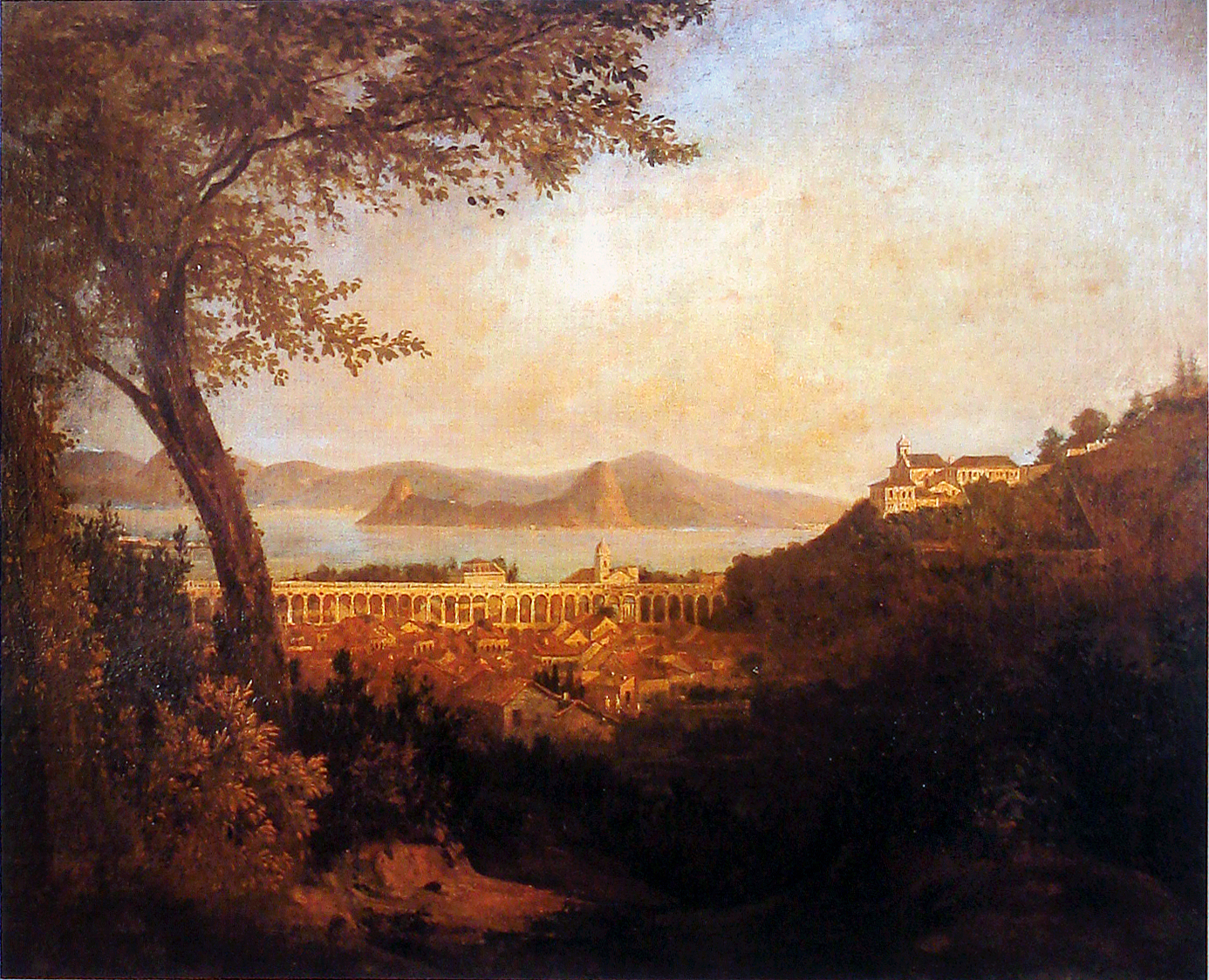
Vista do Rio de Janeiro (Blick auf Rio de Janeiro), Öl auf Leinwand
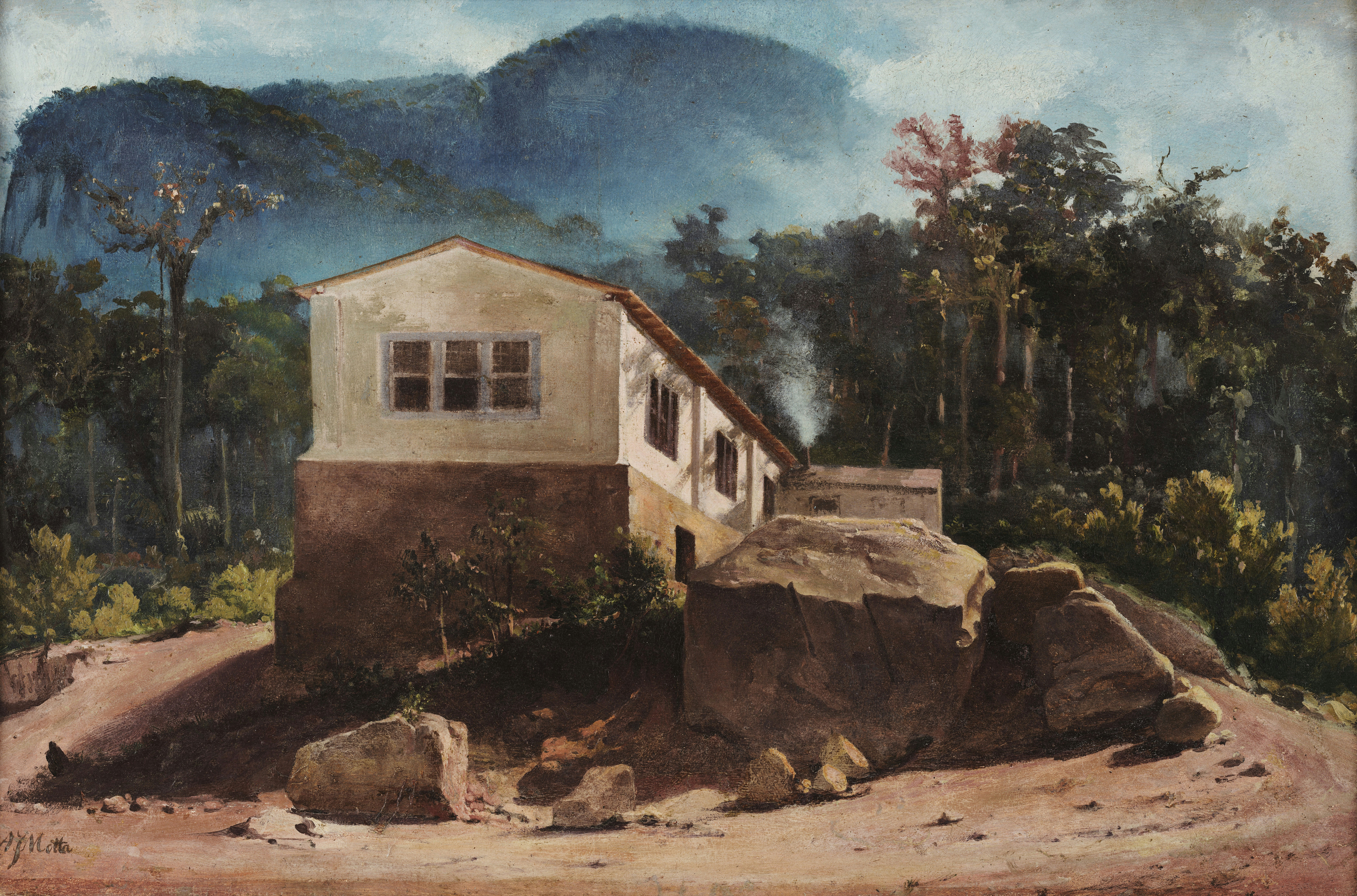
A fábrica do Barão de Capanema (Fabrik des Baron Capanema), etwa 1862, 34 × 51 cm, Öl auf Karton, Museu Nacional de Belas Artes
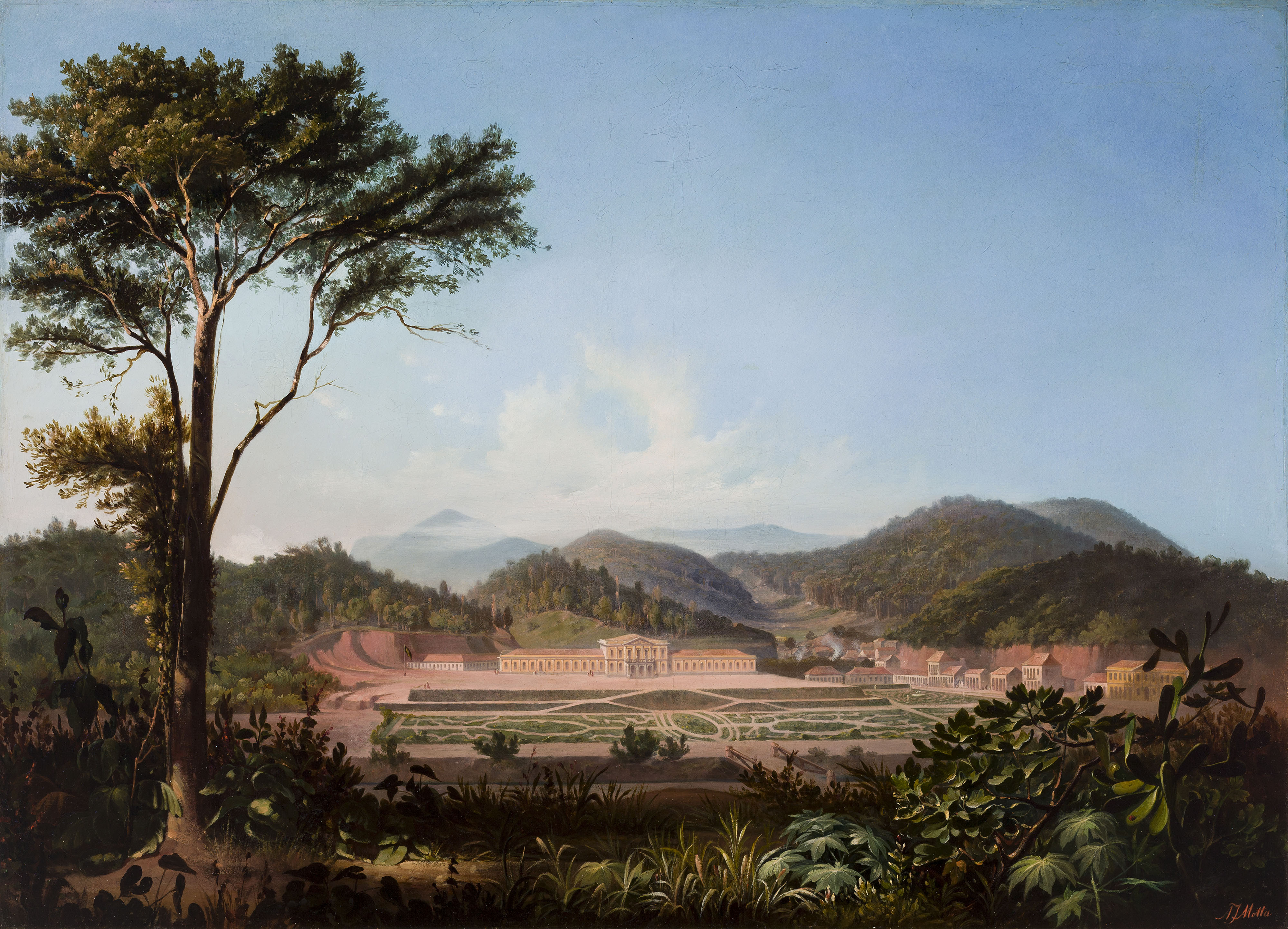
Palácio Imperial de Petrópolis (Kaiserpalast in Petrópolis), etwa 1855, 78,6 × 109,2 cm, Öl auf Leinwand, Pinacoteca do Estado de São Paulo

Blumenstücke

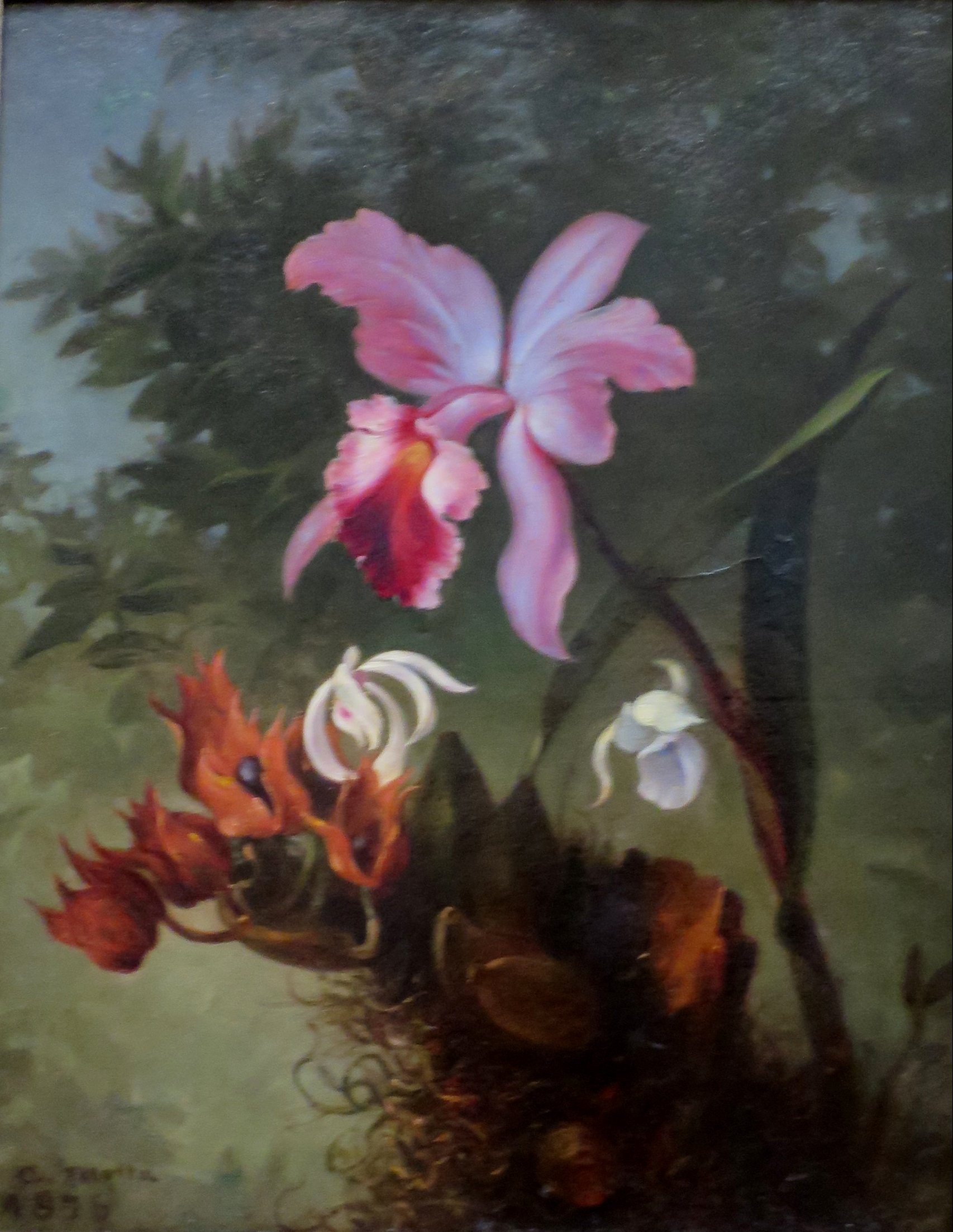
Orchideen, 1876, Museu Nacional de Belas Artes
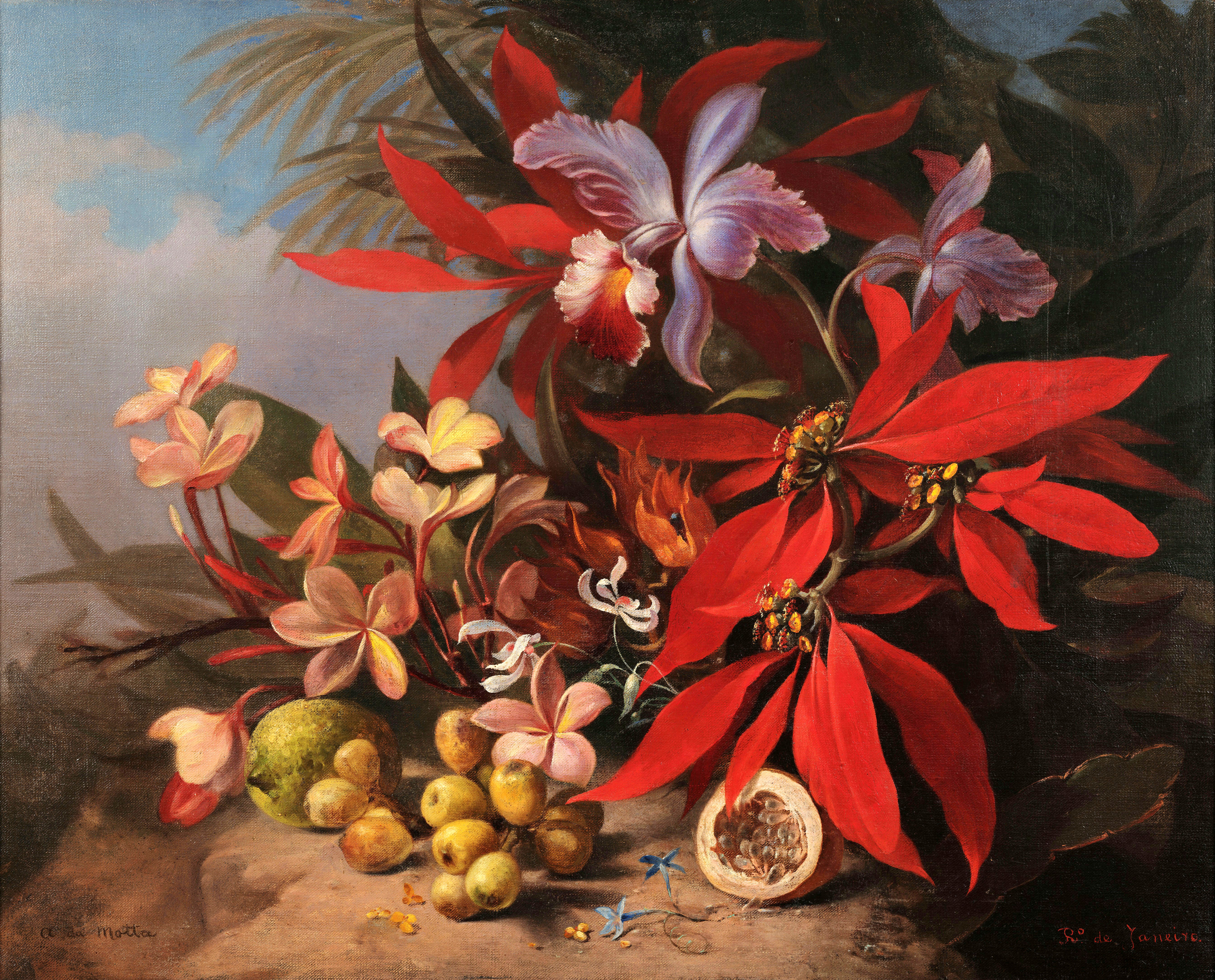
Natureza-morta com flores (Stillleben mit Blumen), etwa 1873, 53,8 × 67 cm, Öl auf Leinwand, Pinacoteca do Estado de São Paulo

Stillleben

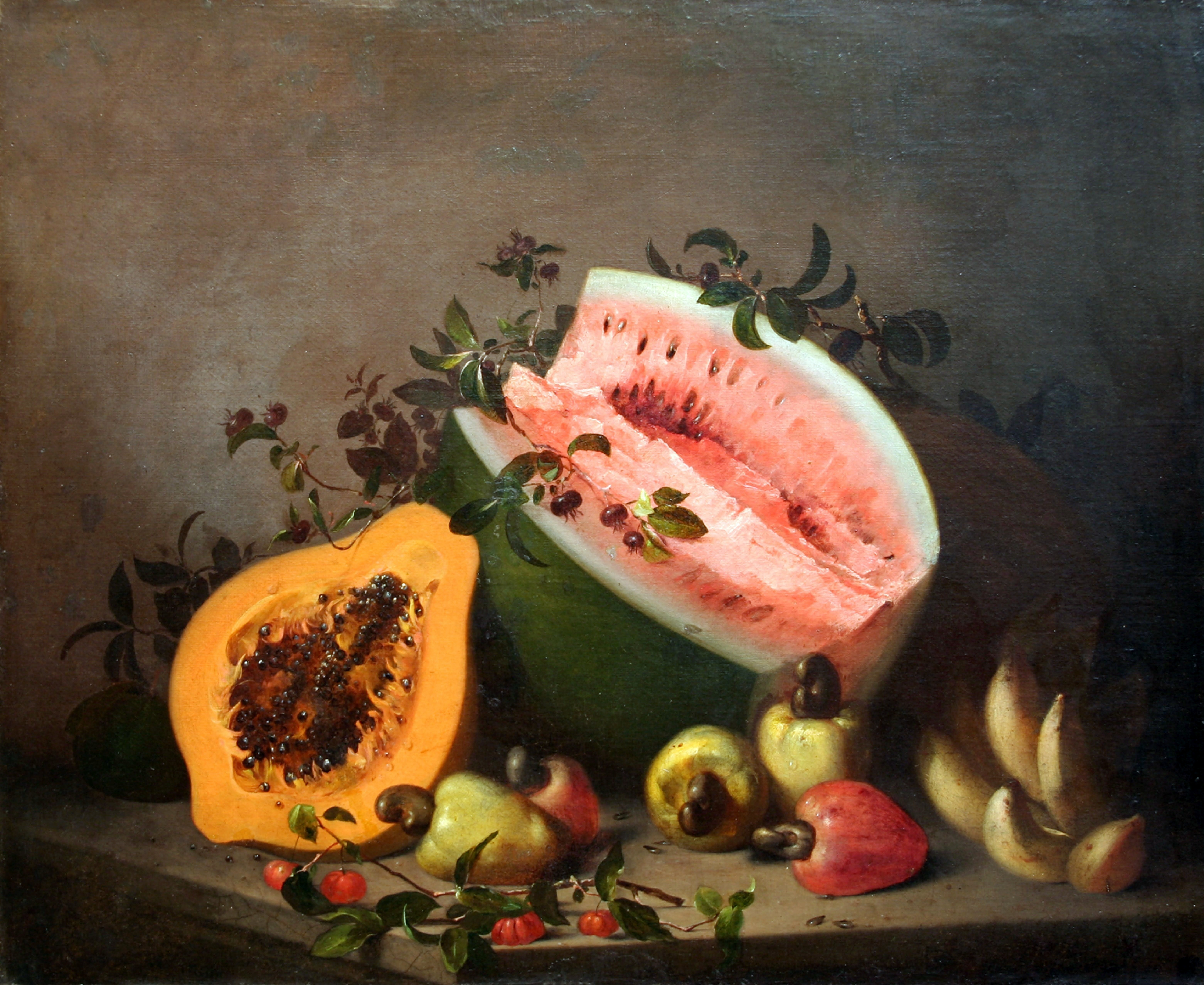
Mamão e melancia (Papaya und Wassermelone), 1860, 53,4 × 65 cm, Öl auf Leinwand, Museu Nacional de Belas Artes
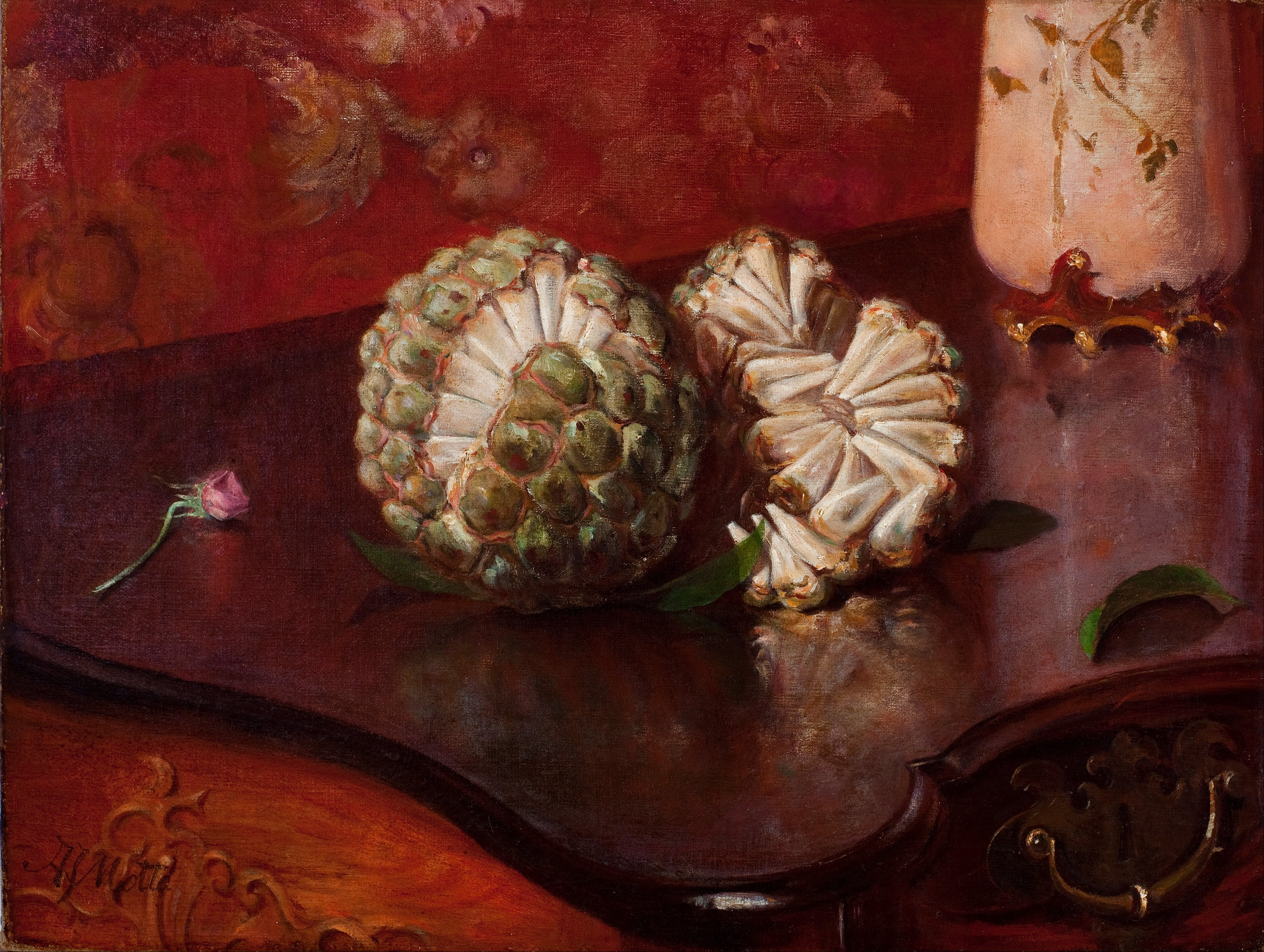
Fruto-do-conde (Zimtapfel), Öl auf Leinwand, Pinacoteca do Estado de São Paulo
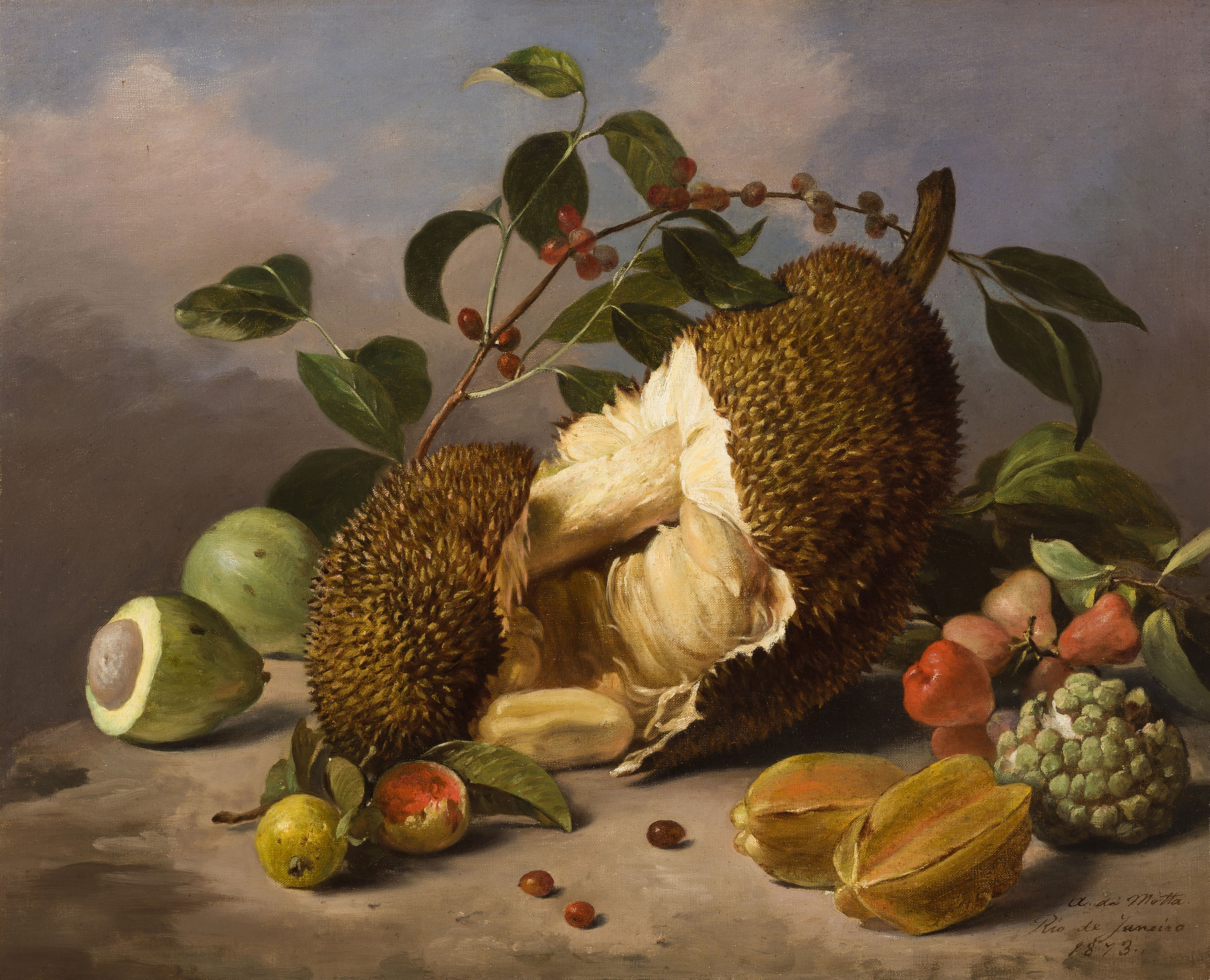
Natureza-morta com frutas (Stillleben mit Früchten), etwa 1873, 53,8 × 67 cm, Öl auf Leinwand, Pinacoteca do Estado de São Paulo